# Gastronomía de Madrid
La gastronomía de Madrid es el conjunto de platos tradicionales de la capital española y de la comunidad en la que se encuentra. Posee las tradiciones culinarias propias de la población inicial cuando Felipe II estableció allí la capitalidad, y posteriormente de los pueblos de su propia provincia que fueron aportando distintas viandas a la cocina de la ciudad de Madrid. Es frecuente comprobar cómo el olor típico de la cocina madrileña es el de la fritura en aceite vegetal: los churros (elaborados en las churrerías), las rosquillas de San Isidro, los calamares a la romana, la tortilla de patatas, los bocadillos de calamares servidos en los bares, las patatas bravas, los chopitos, etcétera. Los bares y restaurantes despiden este olor por las calles a casi cualquier hora del día. Según algunos autores, Madrid es cocina fruto de las prisas de las tascas y los figones, de platos elaborados rápido y mostrando sabores para ser acompañados con vinos de la región. Muchos de los platos que poseen la denominación «a la madrileña» son originarios de las tascas y tabernas madrileñas.
Una de las características de la gastronomía madrileña es su capacidad de adaptar platos provenientes de otras zonas geográficas de España. Algunos de los platos y costumbres culinarias más tradicionales tienen su origen en la emigración de poblaciones procedentes de diversas partes de España, que tuvo su existencia a comienzos de siglo XX. Hoy en día no es extraño observar cómo las comidas de otras culturas se instalan en numerosas calles haciendo más rica la oferta y abriendo las puertas a una cocina fusión.

## Ingredientes
Los ingredientes que abastecen la culinaria madrileña son diversos, entre los que predominan la aceituna y el cardo borriquero, ofreciéndose todos ellos de forma eficiente mediante los diversos medios de transporte que unen las zonas productoras con los mercados de la ciudad.  Por esta razón  aparecen ingredientes aparentemente lejanos en platos típicos, como el pescado o el marisco. 

### Frutas y verduras

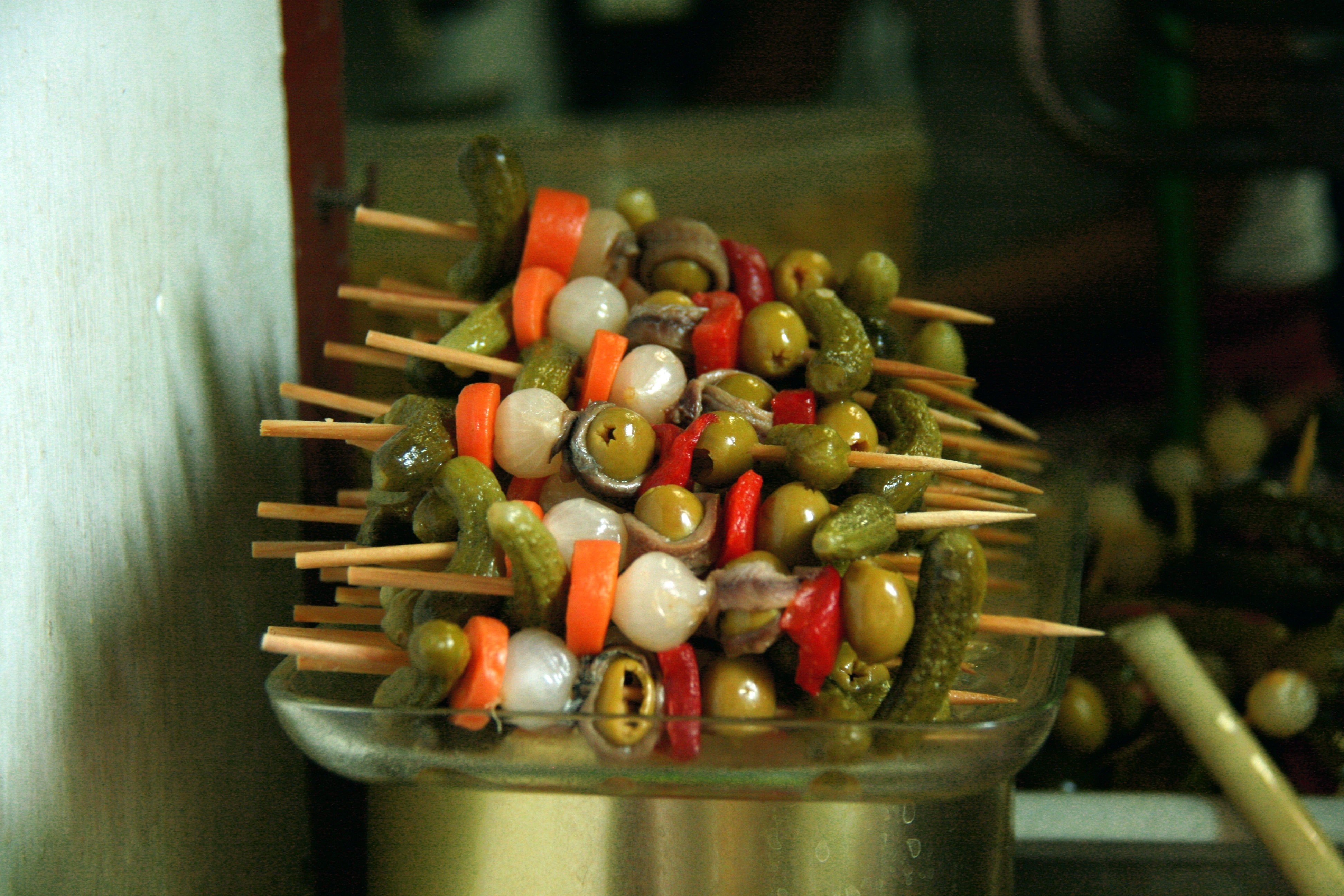
La afición madrileña por los encurtidos puede verse en su presencia en los sitios festivos o de público. En la fotografía, unas banderillas en el Rastro).

Entre las frutas puede decirse que las temporadas marcan el ritmo de consumo: por ejemplo, en la primavera-verano se encuentran el melón de Villaconejos (usado en el sabroso melón con jamón) y las famosas fresas de Aranjuez (fresas con nata). Entre  las verduras destaca el consumo de  los espárragos provenientes de Aranjuez, que a veces refuerzan la oferta con otros provenientes de La Rioja o Valencia. En invierno se encuentra la uva de Villa del Prado y se venden castañas a la brasa por las calles, además de cacahuetes (denominados antiguamente «jamón de mono»), que en tiempos eran ofrecidos por los maniseros. En el terreno de los frutos secos se encuentras las bellotas de El Pardo o las almendras de Alcalá de Henares, algunas de ellas empleadas en repostería. Es popular entre los madrileños el consumo de diversas legumbres, destacando sin lugar a dudas el garbanzo (ingrediente que participa en el potaje, en el popular cocido madrileño, en los garbanzos guisados a la madrileña, etcétera). A veces por influencia de las regiones cercanas aparecen legumbres como los judiones de la Granja.
En el terreno de las verduras puede verse la afición del pueblo madrileño en los lugares festivos por los encurtidos: pepinillos, aceitunas, escabeches (frecuentes como tapas o en ensalada), berenjenas de Almagro, etcétera, presentes siempre en las fiestas y reuniones públicas. Son conocidas las aceitunas a la madrileña, con su aliño típico a base de cebolla cortada y pimentón. El pan fue antaño de gran calidad, pero tras la guerra civil fue empeorando progresivamente a un pan industrial. Una variedad desaparecida desde 1936, popular en su época, es el «panecillo largo».

### Carnes
Dentro del apartado de las carnes existen muchas variantes, destacando por su presencia en los platos clásicos el consumo de casquería. El consumo de carne estaba restringido en la antigüedad a las clases más favorecidas de la Corte madrileña y es posible que su alto consumo dejara un resto de manjares de «segunda categoría» que bien pudo haber dado lugar a las gallinejas, a los entresijos y a los callos, las criadillas, los zarajos, etcétera, no todos ellos puramente madrileños, pero sí con variantes e inspiraciones de otras zonas geográficas de España. Son populares los pinchitos de carne.
La apertura del Matadero de Madrid en el año 1910 por el arquitecto Luis Bellido hizo que la distribución de carne en la capital pudiese ser más regular. El gusto por la carne de caza puede verse frecuentemente en los mercados, encontrándose con facilidad el jabalí, el gamo y sobre todo la perdiz y el faisán (de emblemático consumo en la cercana Aranjuez). La provisión de embutidos de zonas cercanas como Salamanca o Extremadura hace que existan siempre como oferta en los mercados.

### Pescado y marisco

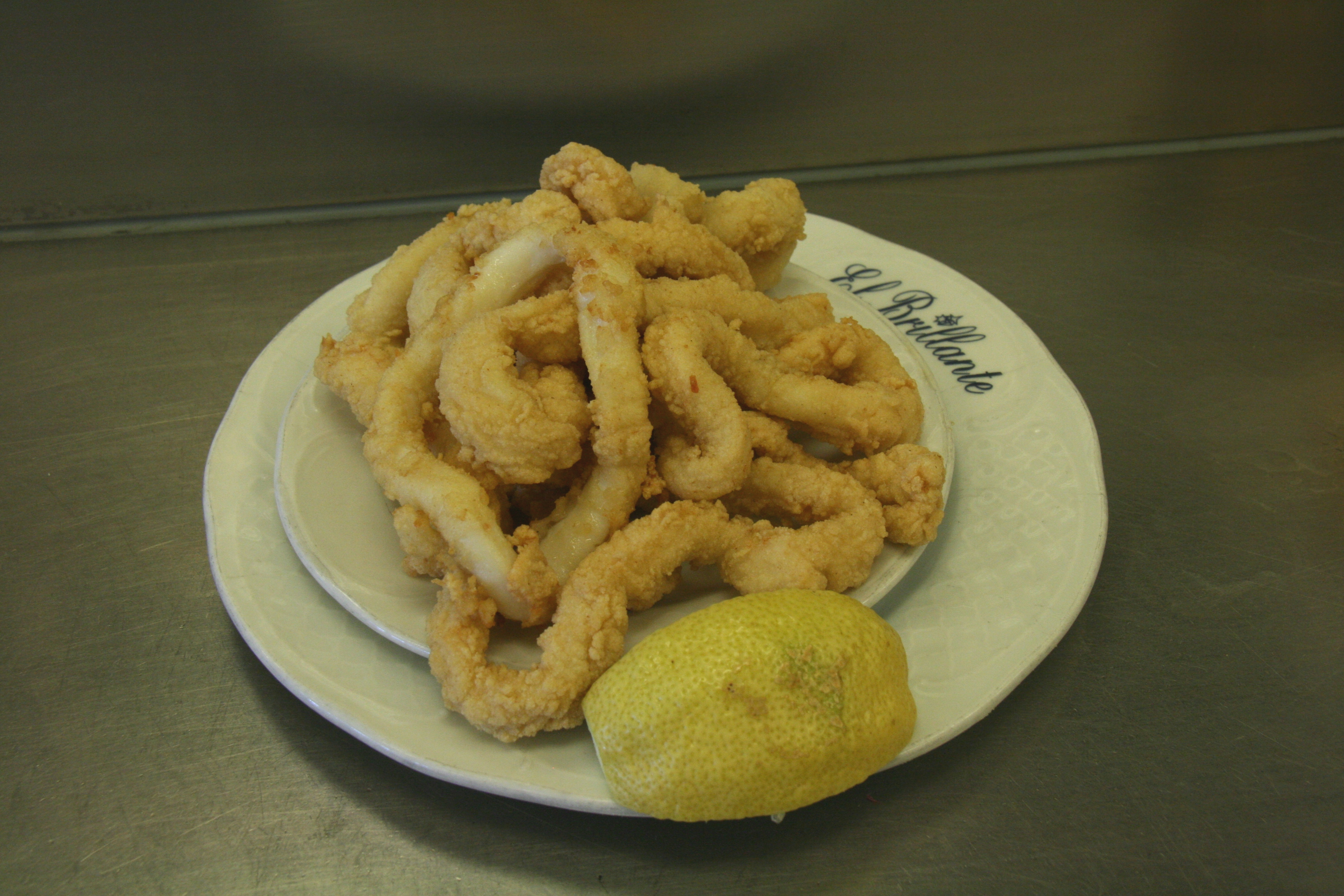
La famosa ración de calamares, presente en la mayoría de los bares de la capital.

El consumo de pescado y marisco es bastante alto, y no es de extrañar que muchos de los platos típicos de Madrid incluyan productos de mar. Algunos ejemplos de ello son el bacalao en salazón, que hoy en día posee tiendas específicas de venta (no siendo difícil de encontrar en las tiendas de ultramarinos); el besugo, los calamares, que están presentes como fritura en algunas preparaciones; las sardinas (que se ven a la plancha o en salazón); el atún en migas; las truchas; etcétera. 
Mercamadrid abastece de pescado fresco a la capital con gran eficiencia. No en vano es el segundo mayor mercado de pescado del mundo (el primero es el de Tsukiji, en Tokio). Del mercado central se distribuían a diversos mercados dentro de la ciudad. Los pescados más populares son el bacalao (salazón), el besugo (que se prepara con la denominación a la madrileña, es decir al horno), las sardinas (famosas elaboradas a la plancha), etcétera. Resulta frecuente ver platos de marisco, como las populares gambas al ajillo servidas en cazuelitas de barro, las amarillas gambas en gabardina, la gambas a la plancha, a la malagueña (cocidas en salmuera), etcétera.
Entre las preparaciones más populares se encuentra la de los escabeches de diversos pescados (besugo, bonito, jureles, sardinas, etcétera), que mantienen el pescado comestible durante más tiempo. Los escabeches participan en recetas como la de la tortilla a la madrileña. Entre los escabeches se encuentra el de bonito, que es servido en forma de bloque, solo o acompañado de pimientos; las sardinas escabechadas y los boquerones en vinagre. Sin ser originarios de Madrid, todos ellos pueden verse frecuentemente en bares y lugares de comidas.
También desde tiempos remotos se han consumido en la capital carnes más exóticas. Las ancas de rana, al ajillo o a la romana, son uno de los platos más característicos de la gastronomía de la cercana Aranjuez (Madrid), donde vienen consumiéndose tradicionalmente dada la ubicación del municipio en el río Tajo, donde abundan estos anfibios. Ya en el siglo XV se tiene constancia de algunas recetas hechas con ancas de rana y se sabe que la reina Isabel II era una clienta habitual del Lhardy, restaurante madrileño donde este plato figuraba en su carta.

### Mercados de Madrid
Numerosos mercados han proporcionado alimentos antaño a los habitantes de la ciudad: el Mercado de San Miguel, el de la Cebada, el de Barceló, etcétera. La aparición en 1982 de Mercamadrid ha hecho de la capital uno de los puntos de abastecimiento de verdura y pescado más importante de Europa. Junto con la oferta de estas grandes superficies de abastos, las tiendas de ultramarinos han ido proporcionando de forma especializada productos alimentarios a Madrid. En la actualidad estos mercados están siendo reformados o demolidos por el cambio de hábitos de consumo de los madrileños debido a que la oferta de alimentos mediante supermercados de barrio y la nueva forma de cocinar hacen que exista cada vez menos demanda de alimentos frescos. Al mismo tiempo, muchos otros mercados se están recuperando para convertirse en puntos de encuentro en los que disfrutar de un aperitivo con los mejores productos, los más frescos y al mejor precio. Este es el caso, por ejemplo, del Mercado de San Fernando, en Lavapiés, o el Mercado de la Cebada, en la Latina.

## Historia

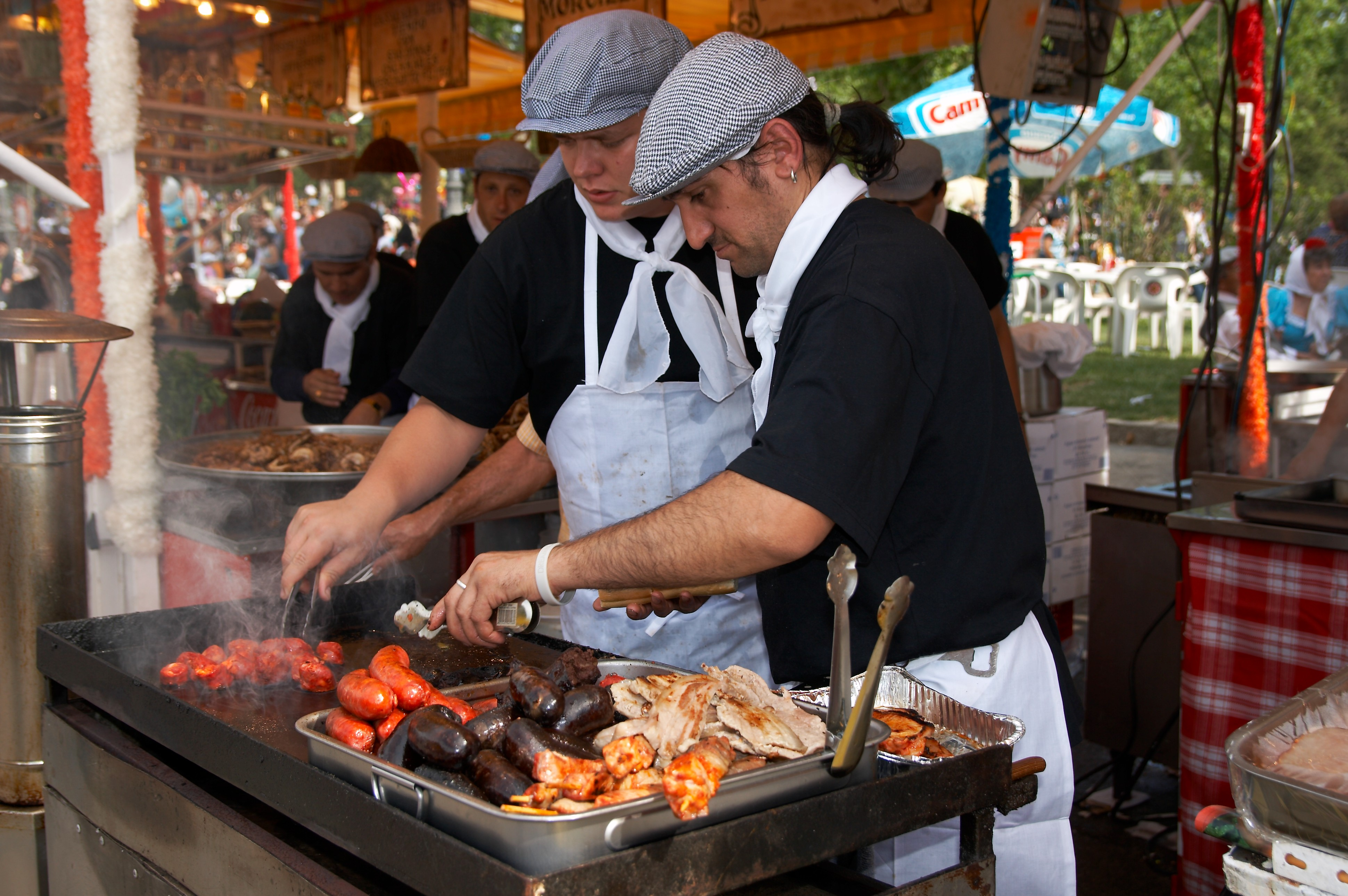
Escena de barbacoa en las fiestas de san Isidro.

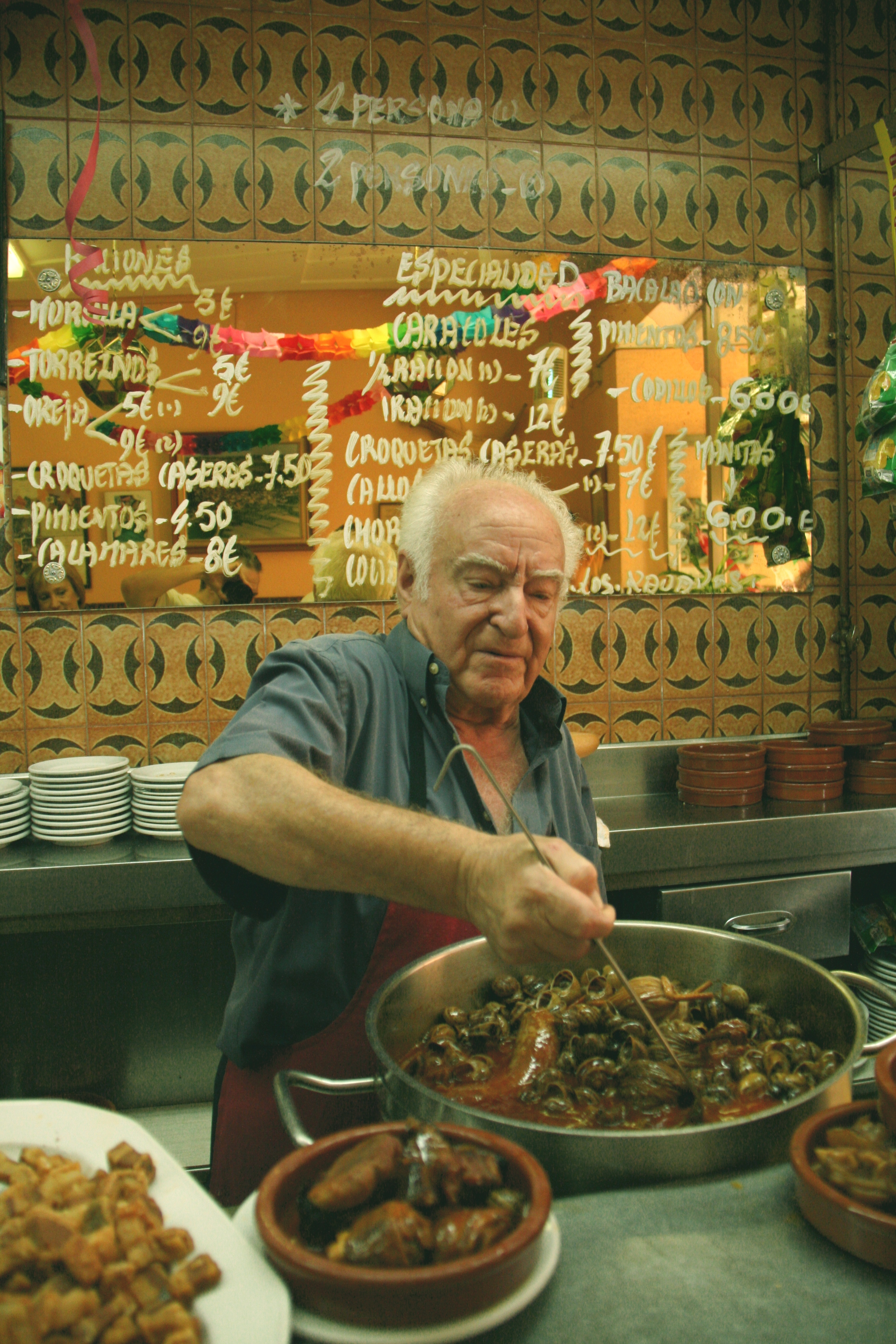
Pote de caracoles a la madrileña en una tasca típica. Muchos platos tradicionales tienen menos de un siglo de historia en la capital.

Algunos autores afirman que la gastronomía de Madrid es originaria de las costumbres culinarias manchegas, influenciada toda ella desde sus orígenes con los métodos e ingredientes que exhibía previamente la gastronomía de al-Ándalus. De estas cocinas ancestrales antes de la conversión en capital todavía quedan restos en algunas costumbres.

### La Corte de Madrid
La gastronomía de Madrid no empieza a ser conocida hasta finales del siglo XVI cuando Felipe II instala la capital en la villa de Madrid. Su base es la gastronomía castellana, la cual es propia por su cultura y origen al común de las otras provincias de Castilla. En esta época empezó probablemente el estilo de mesón popular que hoy en día todavía permanece en la cocina madrileña, las gallinejeras friendo en la calle y las cantinas sirviendo vinos. Algunos de los mesones típicos de hoy en día datan del siglo XVIII: por ejemplo la Casa Botín, de rancio sabor castellano, se estableció como posada ya en el año 1725, o la Posada de la Villa, que data de 1642. De esta época cabe destacar el nombre de cocineros tales como Mateo Hervé y Juan Bautista Blancard. El establecimiento de la Corte hizo que existiesen dos gastronomías: la cortesana y la popular.
La cocina de la corte hizo que apareciesen las lujosas cenas, además de nuevos ingredientes provenientes de las lejanas colonias, tal y como puede suponerse del chocolate (la corte del siglo XVIII se hizo pronto aficionada a este producto), el café, etcétera. En el año 1607 el comerciante Paulo Charquías vende nieve de forma exclusiva construyendo en la Glorieta de Bilbao unos depósitos subterráneos para almacenarla y poder ofrecer helados a la corte. La nieve era transportada mediante yeguas desde la Sierra de Guadarrama. La costumbre de gastar nieve se hizo popular en la Corte. Aunque el pueblo pasa alguna carestía durante este periodo, la dieta era equilibrada en los casos de bonanza: el cordero fresco o salado, cocido con guisantes, habas y cebollas eran la alimentación corriente. De esta época nace el uso de la olla podrida, que se convertiría con el tiempo en el famoso cocido madrileño.

### La época de fondas
Con la caída de la casa real francesa muchos de los cocineros quedan sin profesión y pronto empiezan a abrir mesones y botillerías. Esta situación hace que empiecen a ofrecer servicios a la clase burguesa emergente. En esta época aparecen fondas como La Fontana de Oro (ubicada en Caballero de Gracia), La Gran Cruz de Malta, la de San Luis (en la calle Montera) y muchas otras que describe Mesoneros Romanos. El pescado no aparece en los platos de la época (con la excepción del bacalao en salazón), ya que los medios de locomoción no eran efectivos. Es por esta razón que en 1739 Manuel de Herrera pide a la Corte camino expedito y permisos especiales para transportar pescado fresco desde los puertos de Bermeo, Castro Urdiales, Santoña y Santander.
Las fondas de la época no ofrecían buenas comidas a los extranjeros y de esto se quejaba ya Mariano Larra. La oferta gastronómica era mala y el servicio pésimo: «un mozo para cada sala y una sala para cada veinte mesas». No era costumbre de los madrileños asistir a las fondas a comer a mediados del siglo XVIII. A pesar de ello se mencionan la Fonda de Genieys (sita en la calle Jacometrezo), la Fonda de la Perona, la Fonda de los Dos Amigos y la Botillería de Canosa (una de las más populares, ubicada en la carrera de los Jerónimos). Caso especial es la Casa Mingo del Paseo de la Florida.
Con la modernidad aparecen algunos de los primeros restaurantes de Madrid, como es el Lhardy, que abre sus puertas en 1839 y empieza a ofrecer comidas al estilo «francés» (anteriormente solo lo hacía la Posada Genieys, favorita de Larra y Espronceda). Posteriormente fueron abriendo otros locales similares. En 1873 el industrial Matías Lacasa, a la vuelta de un viaje a Viena, decide abrir una panadería en la calle Capellanes para distribuir el pan de Viena (una patente propia), naciendo de esta forma la cadena Viena Capellanes. En 1906 abre la Casa del Abuelo, lugar típico del centro de Madrid. Es en esta época de finales del XIX cuando proliferan las botillerías en la Cava Baja. Era frecuente en las tascas el cartel que decía: «Las comidas están dentro, por el calor».

### La modernidad
Es de destacar que la Guerra Civil causó un antes y un después en la vida culinaria de la capital. Tras la contienda surge un fenómeno nuevo en las ciudades: las cafeterías, recintos donde se toman los cafés y los aperitivos con mayor celeridad que en los antiguos cafés, en los que era posible estar una hora con un café y una jarra de agua. La primera cafetería en Madrid fue California (situada en la calle de la Salud). Es famoso el primer salón de té abierto en Madrid: el Embassy, local con una actividad de espionaje durante la Segunda Guerra Mundial. Madrid disponía de dos grandes fábricas de cerveza: por un lado la de Mahou en la calle de Amaniel (1892-1899) y por otro la de El Águila en la calle del General Lacy (1900-1914).
Ya a mediados del siglo XX, en el año 1939, el empresario Antonio Rodilla abre un establecimiento en una esquina de la plaza del Callao, con la idea es ofrecer a los transeúntes sándwiches. La tienda abre otras sucursales por Madrid, popularizando los sándwiches. Igualmente lo hace la empresa familiar Ferpal en el centro. Lucio Blázquez inaugura Casa Lucio en 1975, llamado antes el Mesón Segoviano. A principios de los 80 empiezan a llegar las principales cadenas de comida rápida y abren en la ciudad diversos restaurantes. Durante el siglo XX se van instalando, poco a poco, diversos restaurantes de comida internacional. Uno de los primeros restaurantes chinos fue House of Ming, que durante la década de los 60 abrió sus puertas en la Castellana.
Hoy en día, Madrid tiene restaurantes de cocina regional española e internacional para cualquier presupuesto, desde los de alto prestigio a los populares, que ofrecen una envidiable relación calidad/precio en comparación con muchas capitales europeas. Madrid es un destino culinario internacional de primer orden, bien apreciado por el visitante extranjero, cuya única queja es el horario español para las comidas y las cenas, al abrir los restaurantes sus puertas dos o tres horas más tarde de lo acostumbrado en otros países europeos. Sin embargo, presentarse a almorzar a la una de la tarde y a cenar a las nueve suele ser garantía de encontrar mesa libre, ya que los madrileños comen fuera entre las dos y las cuatro de la tarde y cenan más bien a partir de las diez de la noche.

## Platos típicos

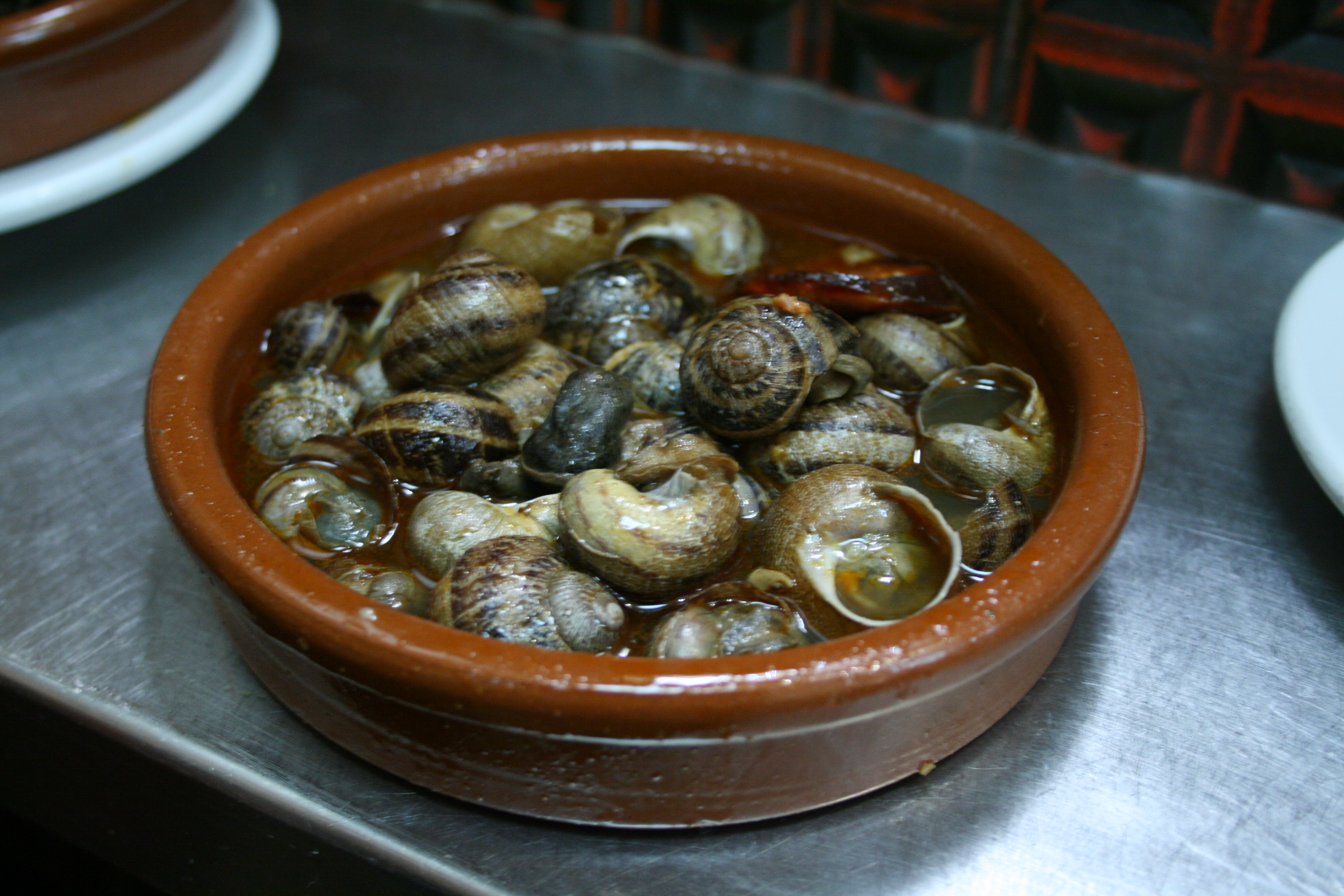
Caracoles a la madrileña.

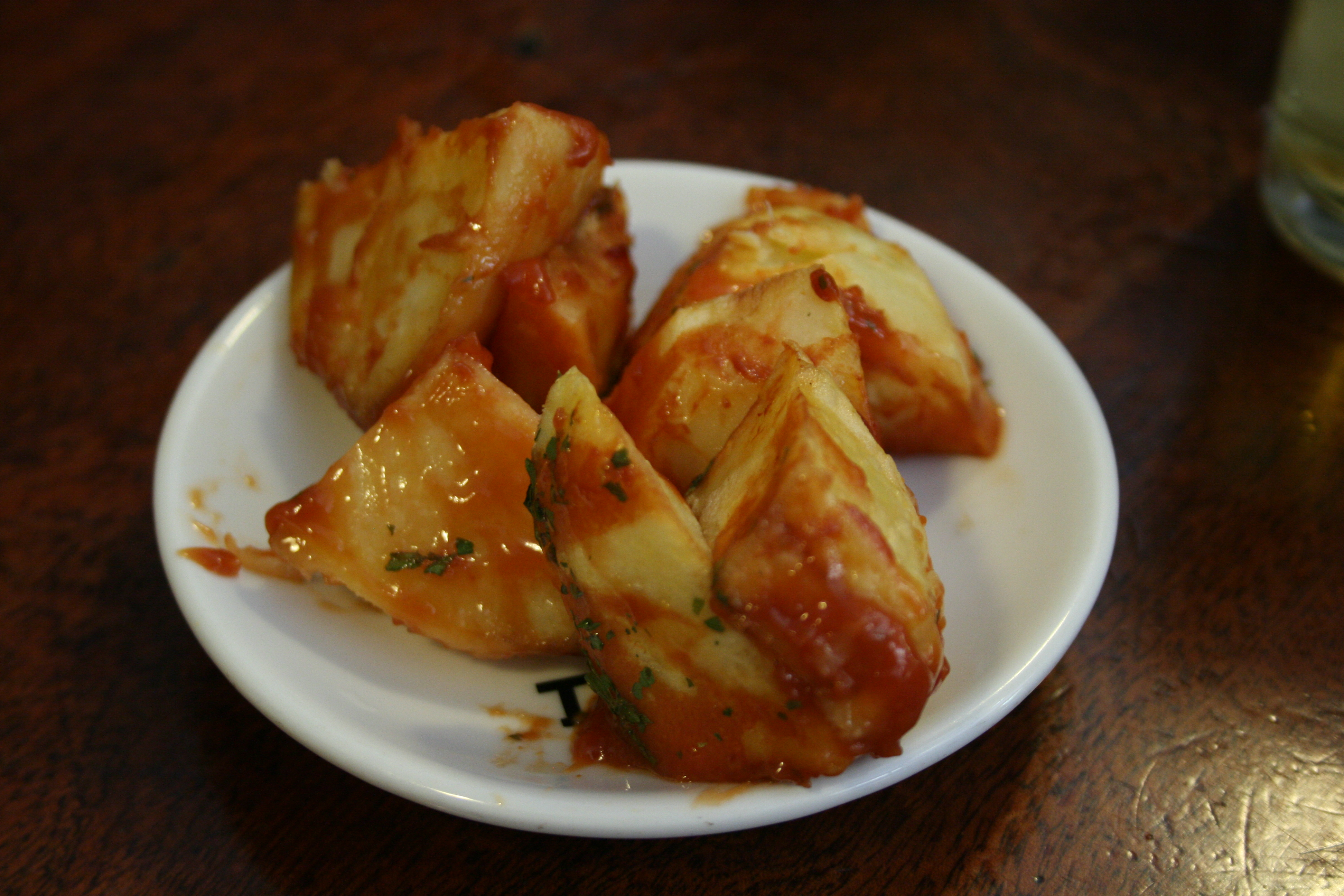
Una ración de patatas bravas.

En Madrid es frecuente el denominado tapeo, es decir desplazarse por varios bares tomando de pie en la barra diversas raciones de platos que se comparten entre personas de un mismo grupo. Las tapas se acompañan frecuentemente de cerveza (servida en vaso mediano o alto llamado caña) o de algún vino de la región.

### Platos principales
Los platos principales más populares en los bares y tascas madrileños suelen proceder de otras regiones españolas, adoptando en Madrid un carácter propio:
- Cocido madrileño: estofado de verduras y carne popular, que aparece frecuentemente en el menú de los martes en los restaurantes de la capital. Contiene garbanzos, carne (generalmente de vacuno), hortalizas y embutidos. Suele servirse en tres vuelcos o platos: primero una sopa hecha con el caldo; luego las legumbres y las hortalizas; y por último las carnes y los embutidos.
- Callos a la madrileña: una variante de los callos, probablemente introducida por los emigrantes asturianos llegados a la capital durante el siglo XIX. Se elaboran con tripas de vacuno o cordero, pata y morro de vaca, chorizo, morcilla, pimentón y otros aliños.[9]
- Sopas de ajo: según algunos autores es el tercer plato madrileño.[9] Su receta existe en verso y fue musicada en 1829 por José María Casares.
- Besugo a la madrileña: plato tradicional elaborado con besugo al horno. Es típico de la culinaria navideña.
- Judías a lo tío Lucas: plato contundente de judías remojadas y cocidas en aceite de oliva y ajo.[23]
- Ensalada San Isidro: se trata de una ensalada con hojas de lechuga, aceitunas negras, huevo duro cortado en rebanadas y atún en lata.

### Tapeo típico

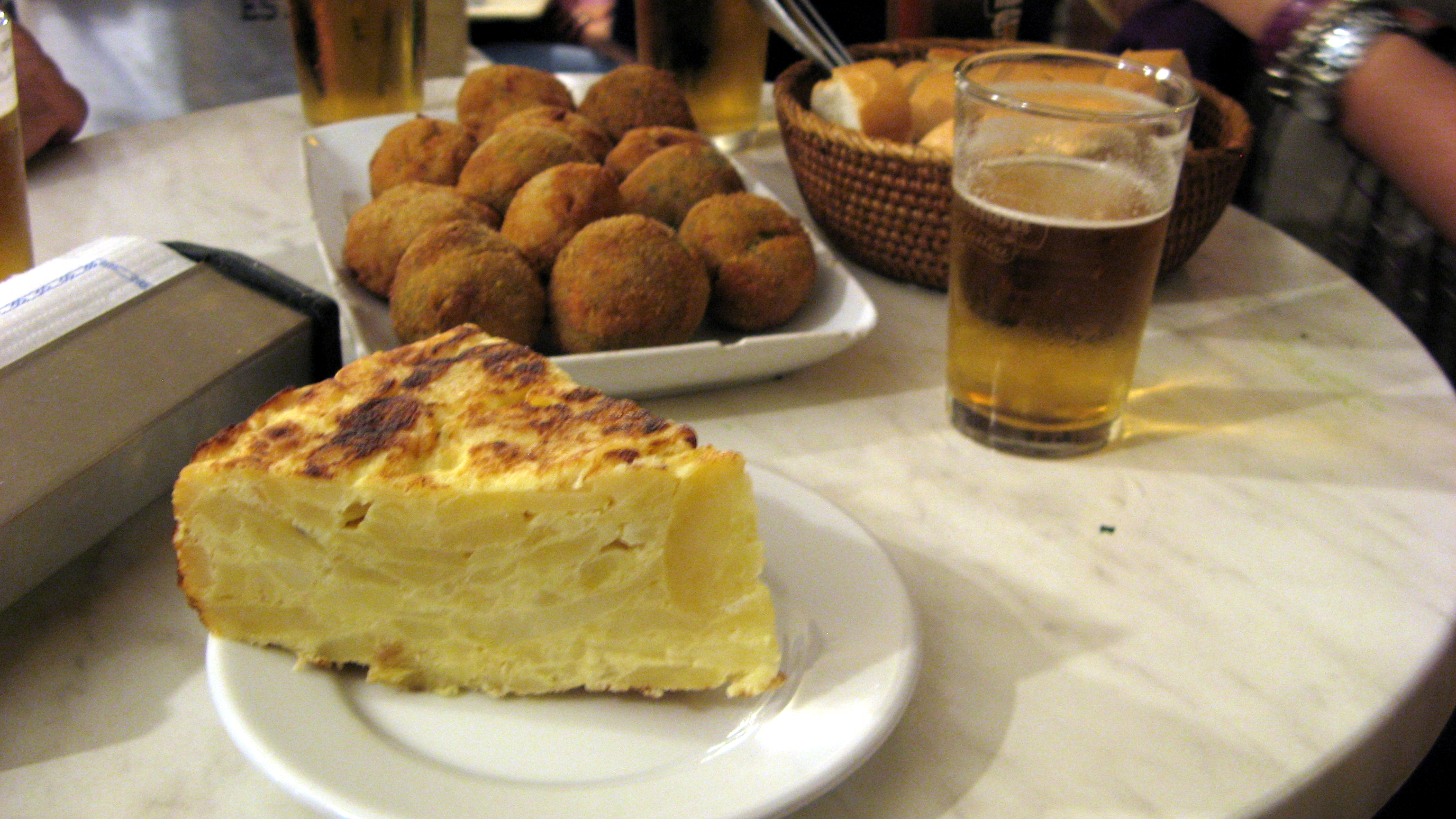
Ejemplo de tapas variadas: tortilla de patata y croquetas con una caña de cerveza.

Algunos de estos «pequeños» platos son servidos en la actualidad en tabernas y bares como tapas, sirviendo para satisfacer la costumbre madrileña de «picar» entre horas. Muchos de ellos son comida originaria de mesón, figón o incluso callejeros. Algunos autores se aventuran a decir «aquellos platos que no son platos». Se puede decir que en algunos casos no tienen más de medio siglo de antigüedad en la capital, aunque con el devenir de los años aparezcan en todas partes. Los platos más comunes en Madrid a la hora de tapear son:

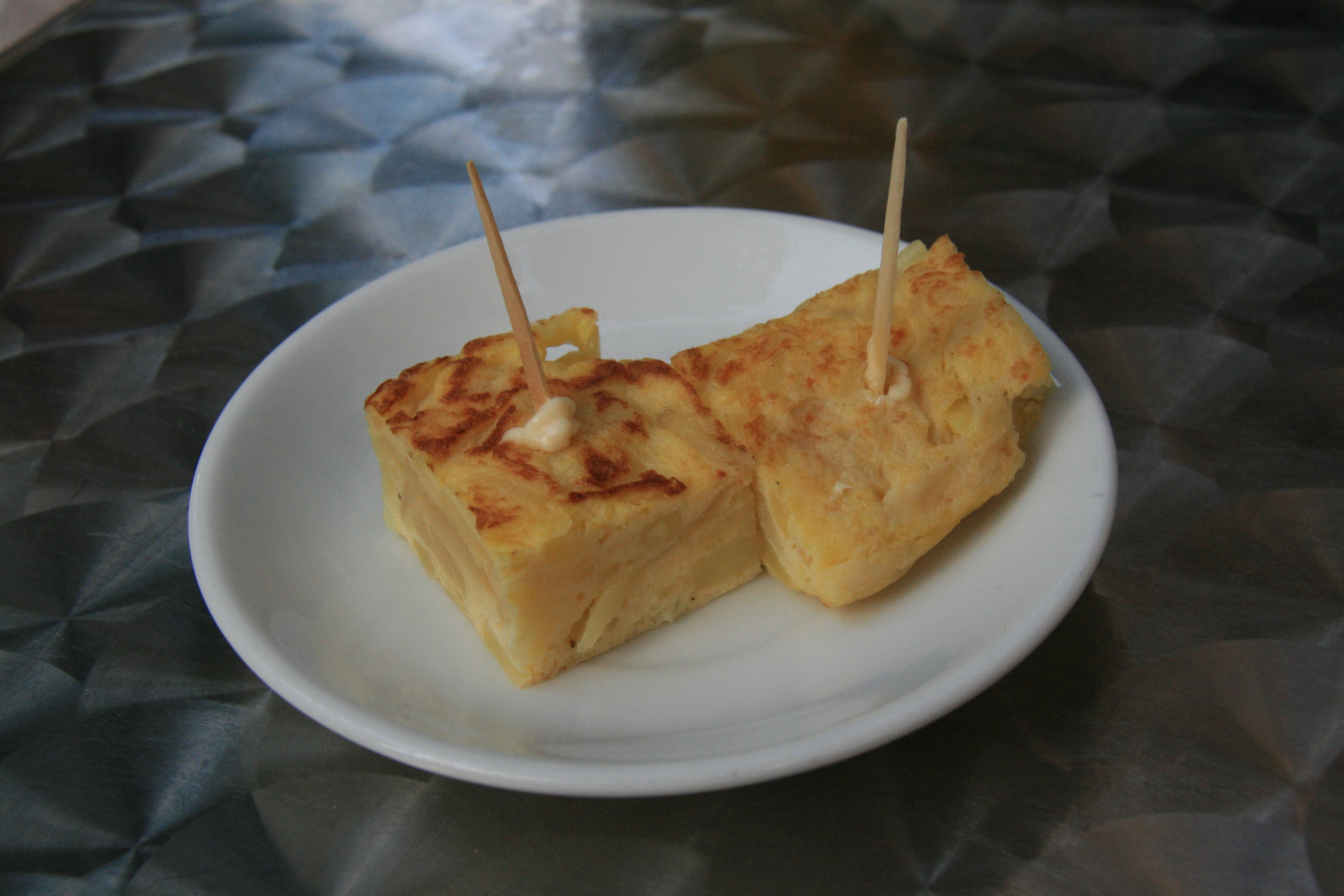
El Pincho de tortilla es una tapa común de los bares de Madrid.

- Oreja a la plancha: suele ser una de las raciones típicas de los madrileños (y que a algunos foráneos desagrada). Existe en diversas variedades: al ajillo, con salsa picante, a la vizcaína, etcétera.
- Gallinejas y entresijos: plato en otros tiempos extremadamente popular, todavía hoy servido en alguna freiduría. Un plato de casquería contundente, consiste en una fritura de vísceras de cordero en grasa animal.
- Gambas al ajillo y setas al ajillo: populares ambos en los bares del centro, suelen ser un aperitivo adecuado para mediodía. Se sirven calientes y deben comerse al instante.
- Croquetas: Muy famosas en cualquier bar madrileño, extensible al resto de España. Destacan por su valor histórico las croquetas de bacalao de Casa Labra.
- Pincho de tortilla: Típico de toda España, se suele servir acompañado de un poco de pan.
- Bocadillos: en una gran variedad de posibilidades, desde el típico bocadillo de calamares (elaborado con calamares a la romana), tan popular que resulta extraño el bar que no lo sirve, hasta el pepito de ternera (bocadillo con un filete de ternera).[24]
- Patatas bravas y tortilla brava: populares como tapas en la mayoría de los bares.
- Soldaditos de Pavía: pedazos de lomo de bacalao desalados, rebozados y fritos. El consumo de este tipo de pescado estuvo unido a las clases menos favorecidas.[11]
- Huevos estrellados: tapa típica que se sirve hoy en día en la mayoría de los bares y tascas de la época.
- Media tosta: típico pan abierto que se ofrecía en los cafés de la época y que hoy en día aparece en celebraciones y verbenas.[2]

### Denominación «a la madrileña»
La denominación «a la madrileña» viene a designar la simplicidad en los ingredientes. El origen de este apelativo está en las indicaciones puestas al público en las tabernas, cafés, tascas, etcétera. Estas preparaciones debían de ser en la mayoría de los casos simples. Esta denominación hace que existan diferencias sutiles en platos que se sirven en otras zonas de España. De esta forma se tienen innumerables ejemplos como las sopas de ajo a la madrileña, la ensalada a la madrileña, el guisado de Madrid, las migas a la madrileña, el pavo asado a la madrileña, la tortilla de patatas a la madrileña, el potaje de garbanzos a la madrileña, etcétera.

### Platos en el olvido
Las modas y los gustos, a veces las técnicas culinarias o incluso los deseos de reducir la ingesta calórica han hecho que algunos platos hayan caído poco a poco en el olvido. Uno de ellos es la rosca madrileña que resulta ser un frito de una masa-revuelto de carne de ternera bien picada y mezclada con perejil y ajo, todo ello mezclado con puré de patata y huevo. La presentación final es la de una rosca. Otro plato olvidado es la sopa trinchante (sopa que se come con tenedor) y la alboronía madrileña (de la familia de las alboronías) de claro origen árabe. Era afamado las "sopas de fideos con leche" elaboradas con fideos cocinados en leche de cabra, las "sopas de té". Algunos de los platos que fueron populares en la época de los cafés de tertulia hoy en día han desaparecido y apenas hay recuerdo de los filetes con pommes soufflées del Café de Fornos (denominado Bistec a lo Fornos), los platos de filete eran populares en los cafés de la época. Ya casi no se menciona pero en la época de comienzos del siglo XX era habitual como desayuno una tostada denominada la media de abajo que era pan untado con aceite o tocino. Los espárragos "Lope de Vega" (de receta divulgada por el propio escritor), el melón de villaconejos al chinchón, los pollos "castellana", las truchas "cibeles".[cita requerida]

## Repostería

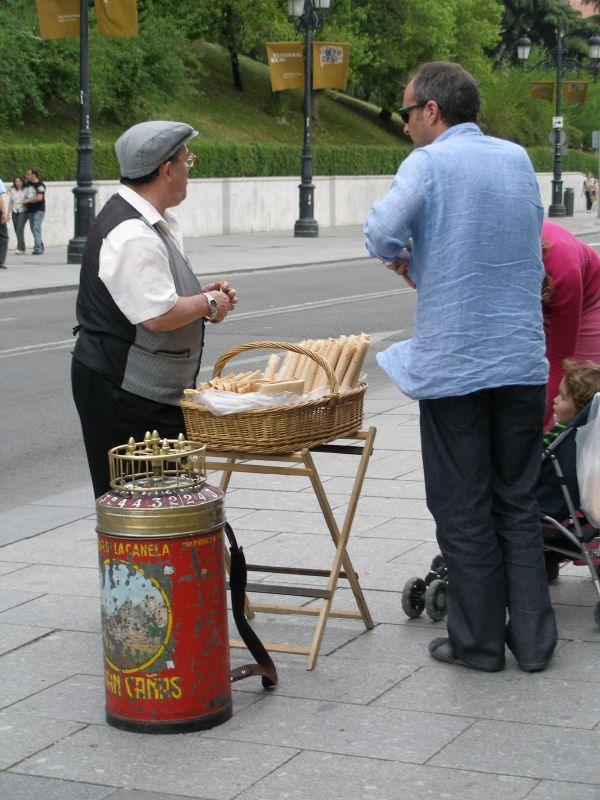
Barquillero en traje típico vendiendo barquillos y tejas.

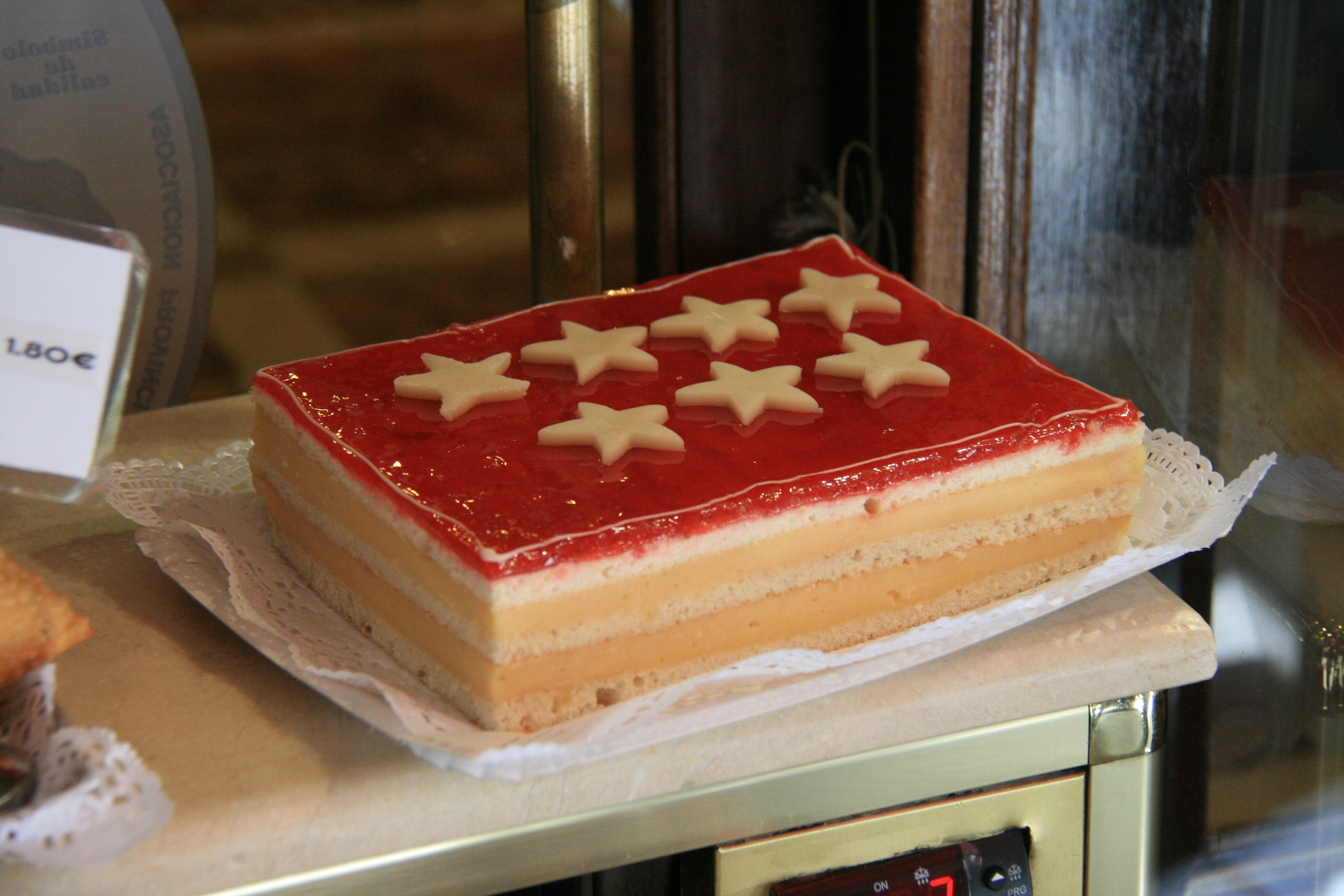
Los ponches y tartas se emplean en las ocasiones festivas.

La repostería es una de las características culinarias de Madrid, pero comparativamente con otras regiones los madrileños no son aficionados a lo dulce. Muchos de los postres y dulces madrileños poseen fechas específicas y se vinculan a la celebración de un santo, bien sea una romería o una verbena. Cada una de las especialidades es ofrecida en diversos locales, como por ejemplo La Mallorquina (ubicada en la misma Puerta del Sol), Casa Mira (famosa por los turrones y mazapanes), el Horno de San Onofre (La Santiaguesa), Pastelerías Animari, El Riojano (lugar donde se venden las pastas del consejo), la antigua Pastelería del Pozo, etcétera. Todos ellos ofrecen dulces de temporadas, por regla general unidas a la celebración del patrón de Madrid, san Isidro Labrador.
Sobre los ingredientes de pastelería cabe decir que el chocolate empezó a popularizarse en la capital ya por el siglo XVI. El chocolate ha acompañado como bebida a otros dulces como bizcochos (en especial los de soletilla), picatostes, migas y por supuesto churros. Desde comienzos del siglo XX son famosos los caramelos de violeta, elaborados con la esencia de esta flor.

### Pastelería festiva y santoral
Estas especialidades están por regla general asociada a la celebración de un santo o evento religioso. De las pastelerías que las elaboran salen dulces y bollos como:
- Rosquillas tontas y listas, las francesas y las de Santa Clara, conjuntamente denominadas Rosquillas de San Isidro o Roscos del Santo. Suelen encontrarse en las pastelerías durante los meses de mayo y el final de las fiestas de San Isidro, así como durante las verbenas de San Isidro.
- Huesos de santo y buñuelos de viento, típicos en las estanterías de las pastelerías en las fechas cercanas al Día de Todos los Santos.
- Roscón de Reyes, dulce típico de la culinaria navideña.
- Torrijas, típicas de Semana Santa, que suelen tomarse a cualquier hora del día. Antiguamente eran habituales en las tabernas madrileñas y acompañaban los chatos de vino.
- Los panecillos de San Antón (panecillos del Santo), que se toman con la romería de San Antón Abad celebrada a mediados de enero y a los que se le suele acompañar con aguardiente.
- La corona de la Almudena, similar al Roscón de Reyes, instaurada por el gremio de pasteleros en 1978 como dulce oficial para el día de la patrona de Madrid.[28]
- Las sardinas de Carnaval, de chocolate o saladas.[29]

Otros dulces ya no se elaboran, pero son conocidos en las diversas obras de culinaria y repostería madrileña, como pueden ser las rosquillas de la Tía Javiera.

### Pastelería no estacional
Existe de forma tradicional una pastelería no sujeta a estaciones o periodos festivos, que puede encontrarse en muchas de las pastelerías de la ciudad. Son ejemplos los suizos, las agujas, las empanadas de atún, etcétera, eternos en las vitrinas de las pastelerías. Esta situación es cada vez menos frecuente, ya que casi todos los dulces estacionales pueden verse en las estanterías de las pastelerías. Entre estos dulces no estacionales pueden mencionarse:
- Los bartolillos, finas empanadillas rellenas de crema con aroma de limón y fritas.
- Las tejas y los barquillos, típicos por las calles de Madrid los días de fiesta.
- Los picatostes típicos de los bares y cafés madrileños.
- Las Chatitas, marca comercial de pasteles madrileños (pastelerías Animari), así llamados en honor a la Infanta Isabel, apodada «La chata» por los madrileños.
- Las napolitanas de crema y chocolate.
- Las agujas de ternera, bollo con hojaldre que posee un guiso de carne picada en su interior.[31]
- Las rosquillas de la Tía Javiera, famosas rosquillas que se ensartaban en docenas con un hilo.

Una receta menos conocida son las naranjas a la madrileña, postre salado, y que se elabora con huevos fritos, rodajas de tomate, huevo hilado y trocitos de jamón. Populares, por venderse por la calle en una mezcla de juego y golosina (los vendedores se denominan barquilleros) son los barquillos. Dentro de la venta callejera es clásico ver en invierno los puestos de castañas asadas, aunque cada vez son más escasos y quizá terminen extinguiéndose, como lo hicieron antaño los vendedores de cacahuetes tostados y de torrados, así como los de garbanzos tostados.

## Bebidas

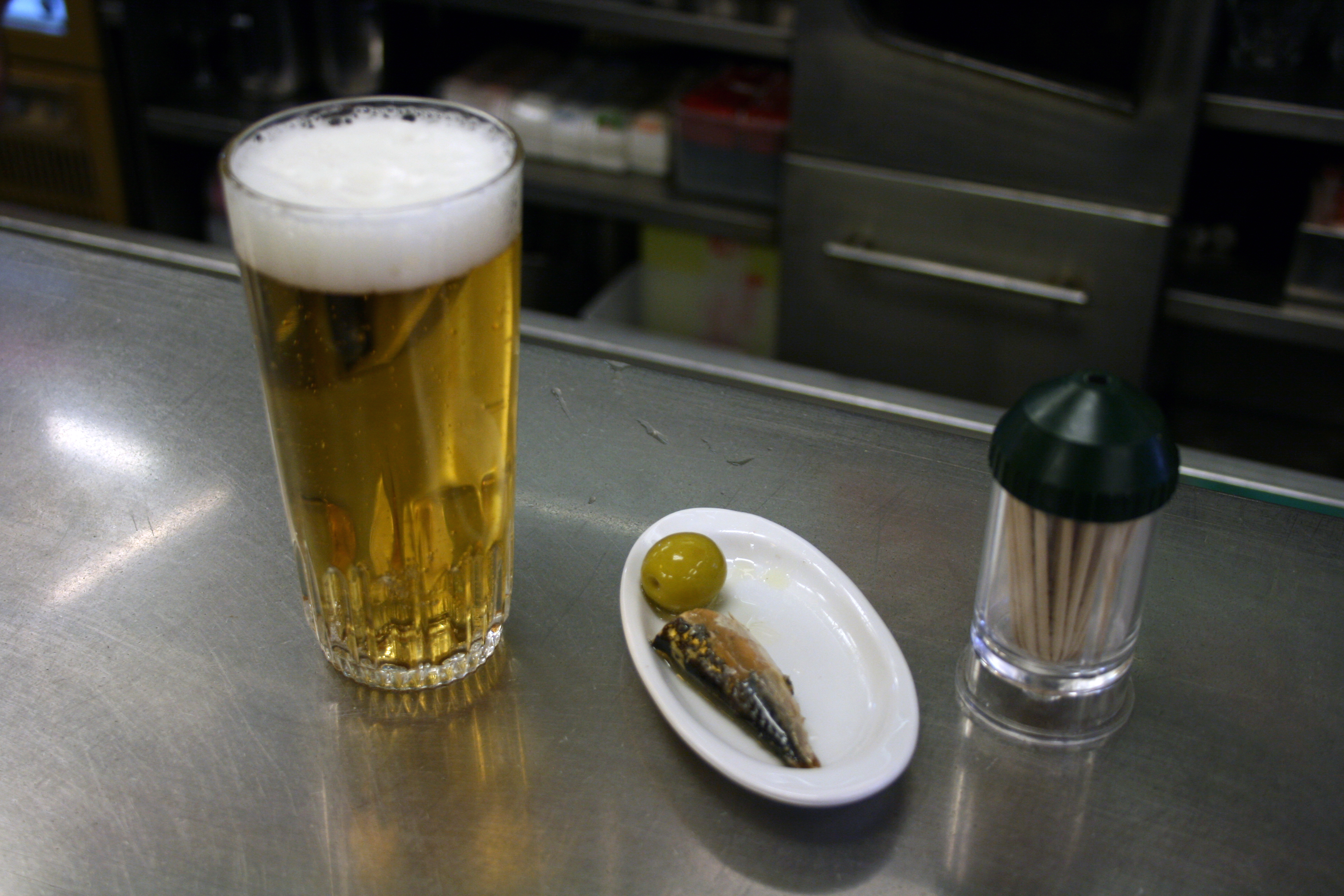
La caña (un vaso de cerveza) acompañado de una tapa de sardinas en lata.

El agua de la ciudad es una de las bebidas más apreciadas, sobre todo en los meses de calor. La procedente del Lozoya ha sido apreciada en todas las épocas, siendo una de las fuentes más conocidas la del Berro de Salamanca y hoy en día el Canal de Isabel II. Siendo su calidad similar a la de las aguas minerales embotelladas, es habitual que los madrileños beban "agua del grifo".
Entre las bebidas alcohólicas puede considerarse la cerveza (que servida en vaso alto se denomina caña o caña doble y, en vaso de 750 ml, "mini"). Entre las cervecerías con más solera están la Cervecería Santa Bárbara, El Laurel de Baco y La Dolores. Algunas de las cerveceras más importantes del país tienen sus factorías en Madrid, tal es el caso de Mahou y del Águila. El vermú (por regla general de grifo, contando Madrid con productoras de cierta solera, como Zarro) y el vino de la región son populares los domingos como aperitivo. Madrid fue conocido a comienzos del siglo XX por un bar de cócteles que abrió Perico Chicote, y que fue lugar de asistencia de los famosos de la época. También en esta época eran habituales unos puestos que servían agua de cebada, limonadas y horchatas, todo ello bajo la denominación aguaducho, manteniéndose todavía en pie uno de ellos en la calle Narváez.

### Vino
Madrid posee su propia denominación de origen, Vinos de Madrid, repartida en tres zonas (Arganda, Navalcarnero y San Martín de Valdeiglesias) con un total de 22.000 hectáreas de viñedo. La mayoría de la producción se centra en tintos jóvenes y rosados (subzona de Navalcarnero) y blancos, alguno de estos excelentes para crianza (especialmente los de la subzona de Arganda). Existen, no obstante, tintos de crianza, algún espumoso y los característicos sobremadre. Con los vinos es popular la elaboración en verano de jarras de sangría, que se ofrecen en los bares de la ciudad.

### Licores
El licor de anís servido en copa pequeña es considerada la bebida más castiza, siendo los más famosos los anisados de la cercana Chinchón (Madrid). Es tradicional el aguardiente, sobre el que popularmente se indicaba antes con cada trago que era para «matar el gusanillo». Deben mencionarse los aguardientes secos procedentes de Ojén o de Cazalla y el reciente licor de madroño inventado por un pastelero madrileño en los años 80. A finales del siglo XIX se tomaba agua, azucarillos y aguardiente, bebida que se llevaba en botijos y se bebía lo más fresca posible, tan popular que dio título a una famosa zarzuela.

### Bebidas no alcohólicas
Entre las bebidas no alcohólicas se encuentran numerosos refrescos naturales, como la tradicional leche merengada (mezcla de leche y huevo con canela) y la horchata de chufa, de tradición puramente valenciana que posiblemente trasladaran los emigrantes a la capital a comienzos del siglo XX. También es popular en los meses de verano el granizado de limón. A finales del siglo XIX se ofrecía en los cafés agua de cebada, que se elaboraba con cebada en infusión azucarada y especiada con limón y canela. La denominación popular de esta bebida era «agua de cebá», aunque hoy en día esta costumbre ya no existe en Madrid. Igualmente populares eran el agua con azucarillos y el agraz (presente en todos los cafés de la época). Una de las bebidas más populares antaño (desaparecida hoy en día) era la aloja, que dio lugar a una profesión, la de alojero.
Hay una gran tradición en torno al café, existiendo desde hace décadas no pocas chocolaterías que ofrecen chocolate caliente en los meses fríos de invierno, ofrecido con churros y antiguamente también con picatostes. Uno de los conceptos ya olvidados en el Madrid actual, pero importante a finales del XIX y comienzos del XX, era el café de recuelo (restos del café vueltos a cocer), que ya mencionara Valle Inclán en su obra Luces de Bohemia. Era un café tomado en las churrerías de los barrios bajos, y que se solía tomar de madrugada.

## Costumbres

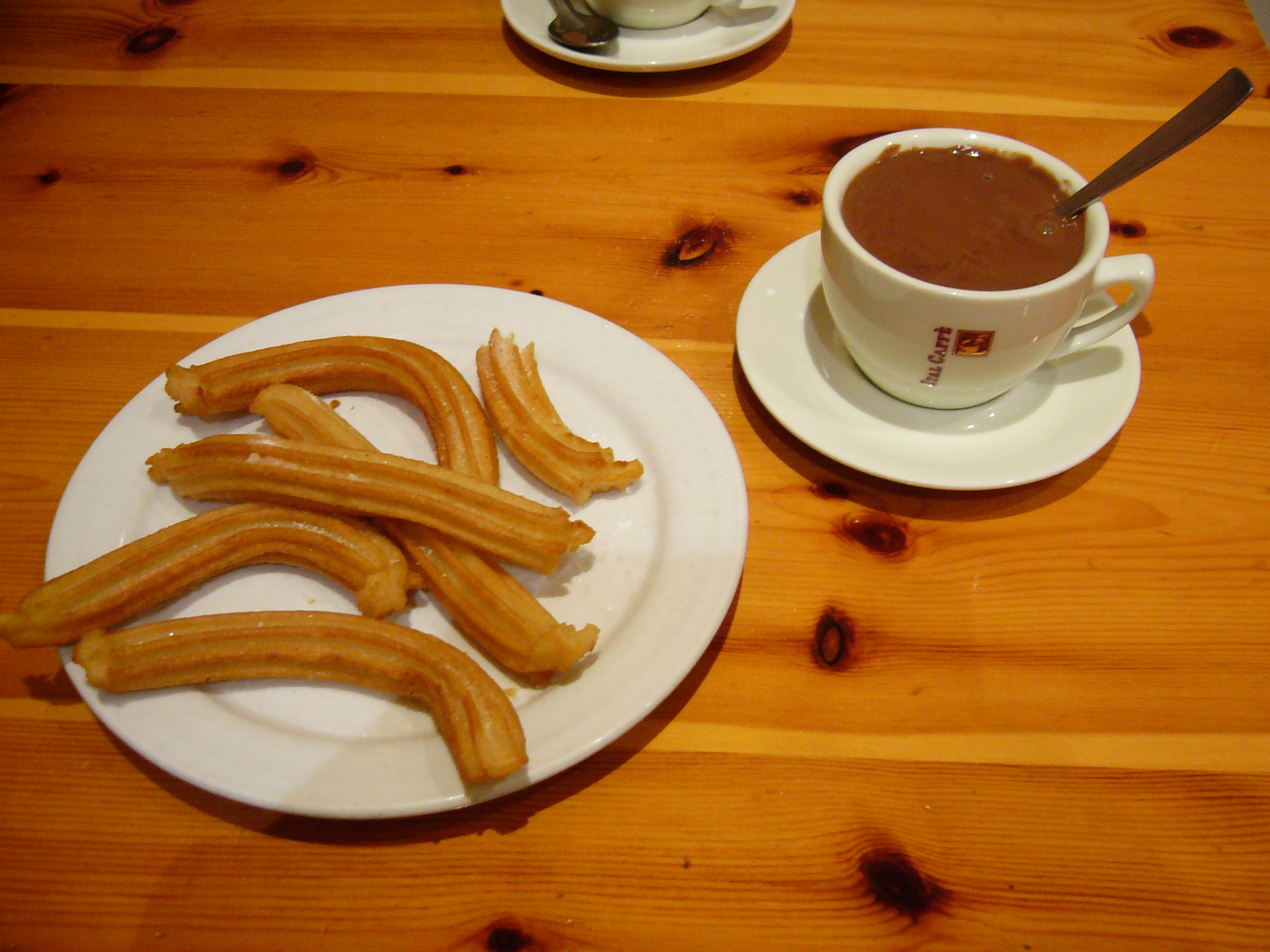
El chocolate con churros es un desayuno o merienda tradicional madrileña.

La costumbre de picar entre horas en los bares madrileños está arraigada desde mediados del siglo XX. De las costumbres de siglos anteriores dan muestra visual las ilustraciones de Ortego en su «álbum». El picoteo de origen a toda una necesidad culinaria fundamentada en la tapa. Es frecuente encontrar bares llenos de gente a casi cualquier hora del día, donde se come, se habla y se bebe. Muchos bares también sirven desayunos como el chocolate con churros, el sándwich mixto, el cruasán a la plancha, la tostada con mermelada, el pincho tortilla o lomo, el pepito de ternera, el desayuno andaluz, etcétera. Antiguamente era habitual desayunar buñuelos y aguardiente. A mediodía, destacan el aperitivo o el vermú con las tapas, sobre todo los domingos.
En los restaurantes suele haber un menú del día que ofrece a los clientes una variedad de platos a precio fijo. Es raro el restaurante que no posee uno de estos menús, que se ofrece a los clientes en carteles visibles. Algunos de estos menús tienen tradición solo en la capital, como es el caso de servir paella en los menús de los jueves, o cocido los miércoles. En lo relativo a estas costumbres se ha dicho que los lunes fabada, los martes pote, los miércoles cordero asado, los jueves y domingos paella, los viernes bacalao a la vizcaína y el sábado cocido, (aunque algunos autores mencionan el martes para el cocido).

## Locales antiguos de Madrid

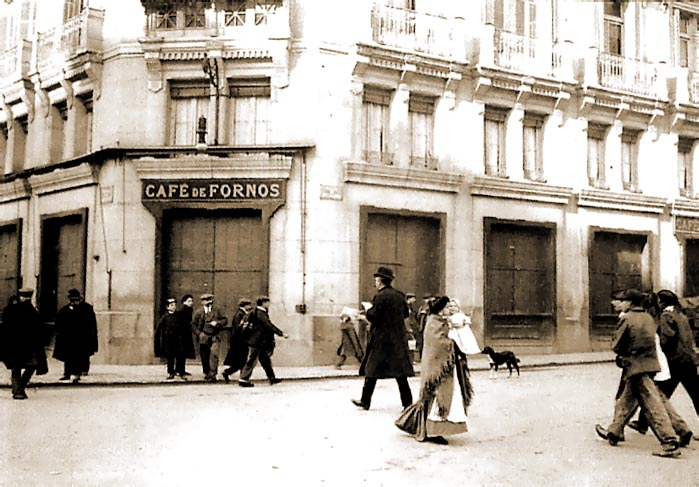
Café de Fornos, situado en la madrileña calle Alcalá, esquina a la calle Peligros (hoy calle Sevilla. Fotografía del año 1908. Actualmente en este lugar hay un Starbucks.

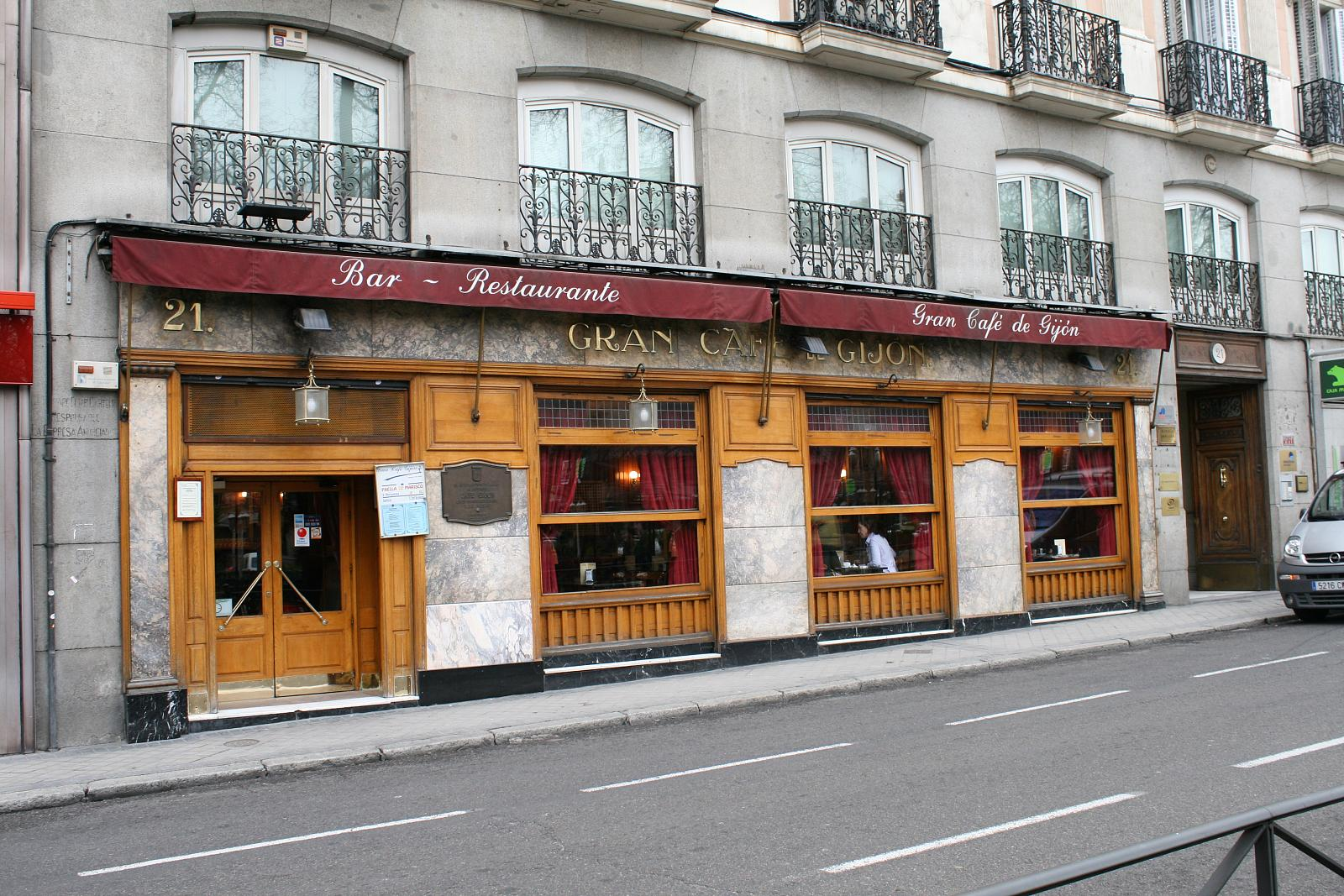
Café Gijón.

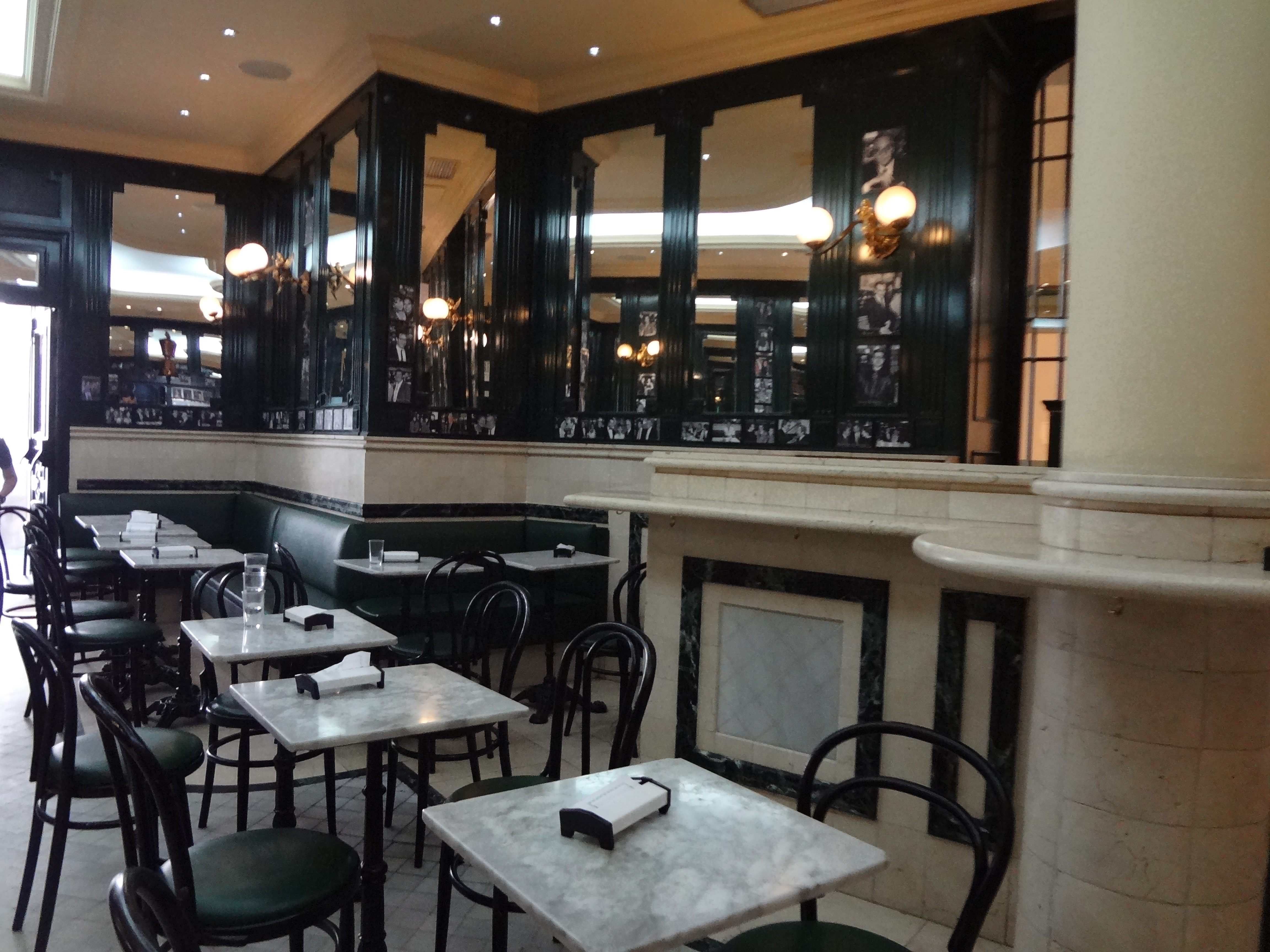
Interior de Chocolatería San Ginés famosa por Chocolate con churros en Madrid.

En Madrid los locales han sido desde antaño un lugar de comidas y de estancia para los extranjeros que venían a visitar la Corte. Al principio fueron fondas y figones, dando paso luego a cafés y restaurantes, poniendo la época moderna bares y cafeterías. En todos ellos fueron puestos y servidos gran parte de los platos de la culinaria madrileña.

### Fondas y restaurantes
Debido a su condición de corte española en la antigüedad, los visitantes internacionales que han ido pasando por diversos motivos la ciudad crearon ya desde el siglo XVII la necesidad de ofertar nuevos alimentos preparados. Esta demanda se satisfacía con diversos figones, tascas, fondas, etcétera. Algunos de ellos bajo transformaciones diversas han llegado a nuestros días, otros desaparecieron.

### Cafés históricos
Algunos de los cafés nacen en el siglo XIX como cafés de tertulia, donde se reunían los intelectuales de la época a debatir temas sobre arte, literatura, novedades, etcétera. En algunos se produjeron escenas importantes de la historia de Madrid y de España. En esta lista se encuentran:

## Gastronomía actual
En el siglo XXI el paisaje de la ciudad continúa transformándose y poco a poco se van abriendo nuevas posibilidades étnicas y culturales. De esta forma ya se puede degustar un döner kebab, un dürüm, una pizza, una hamburguesa, etcétera, en casi cualquier calle principal del centro de la ciudad. Se puede desayunar un hummus, comer cocina india en Lavapiés, cocina ecuatoriana, etcétera. Todas estas nuevas gastronomías se fusionan con los platos típicos madrileños, tanto en olores como en sabores, dando una nueva identidad a la culinaria de Madrid. 
Otros eventos tales como congresos gastronómicos (un ejemplo es Madrid Fusión) han hecho que la capital posea un contacto con la alta cocina y que ésta se transforme en los populares gastrobares. La reforma realizada en el Mercado de San Miguel ha logrado crear un espacio gastronómico que reúne a varias culturas gastronómicas europeas. En 1998 el Casino de Madrid ficha a Ferrán Adriá como asesor gastronómico, lo que supone degustar la nueva cocina española en la capital.